# Меридиан'93
ТОВ «Меридиан’93» (Meridian'93) — українська компанія, що займається розробкою відеоігор, переважно казуальних. Була заснована у 1993 році і стала першим підприємством такого типу в Україні.

## Історія
Компанія «Меридиан’93» була заснована у 1993 році вихідцями з компанії «Новотроника», котра займалася комп’ютерною технікою та програмним забезпеченням. Дванадцять однодумців утворили студію, що зайнялася розробкою відеоігор. Решта колективу «Новотроники» продовжила займатися комп’ютерною технікою та заснувала компанію «Протон». Інвестором та директором новоствореного ТОВ «Меридиан’93» став Анатолій Новомирович Смирнов.
Дебютним проєктом розробників була покрокова стратегія Admiral Sea Battles. Після її успішного завершення та випуску компанія зайнялася розробкою одразу двох нових проєктів. Перший, Ancient Conquest, був про Стародавню Грецію і також являв собою стратегію з морськими боями, але вже в реальному часі. Другий, Submarine Titans, був присвячений битвам підводних човнів. Під час роботи над ними колектив розробників покликала до себе компанія Megamedia (котра була також видавцем Admiral: Sea Battles), після чого практично всі розробники переїхали до Австралії і вже там завершили роботу над обома відеоіграми.
Для організації нового розробницького колективу до компанії було запрошено Петра Петровича Кузнєцова, котрий і раніше співпрацював з «Меридіаном», консультуючи компанію в питаннях штучного інтелекту ще з часів роботи над її першим проєктом. Таким чином у 1997 році близько шести осіб стали засновниками фактично нової компанії, зберігши при цьому попередню назву.
Нова команда відразу зорієнтувалася на розробку переважно казуальних відеоігор, хоча працювала також над серйозними проєктами, зокрема стратегіями. За три роки штат компанії збільшився у кілька разів і у 2000 році становив уже 25 осіб. У 2013 році в компанії працювало близько 45 осіб.
Ще на виставці в Гамбурзі, де розробники презентували свою першу гру, вони познайомилися з представниками німецької компанії Koch Media (згодом вона створила спеціальний лейбл Deep Silver для видавництва відеоігор). В результаті співпраці німці займалися видавництвом та дистрибуцією продукції Meridian'93 на Заході. Окрім них ігри української команди видавали також компанії Future Arena, Акелла та 1C.
Спочатку продукція видавалася на дисках, проте згодом компанія перейшла на онлайн-дистрибуцію, що дозволило збільшити обсяги продажу та вийти на нові ринки. Загалом з моменту реорганізації «Меридиан’93» випустила близько 40 відеоігор.
Згодом крім розробки власної продукції компанія зайнялася аутсорсингом та інвестуванням. Основним напрямком аутсорсингу є виконання двовимірної та тривимірної графіки на замовлення. Під інвестуванням мається на увазі підтримка відеоігрових компаній-початківців, що складається з фінансування, консалтингу та продюсування їхньої продукції, контролю якості та надання технологій, котрі має у розпорядженні «Меридиан’93».

## Продукція
| Гра                                        | Рік  |
| ------------------------------------------ | ---- |
| Admiral: Sea Battles                       | 1996 |
| Rooster’s revenge 1.0                      | 1998 |
| Rooster’s revenge 1.5 (Addon)              | 1998 |
| Rooster’s revenge 2.0                      | 1998 |
| Rooster’s revenge 3.0                      | 1998 |
| Pipi Prinz                                 | 1999 |
| Puzzle                                     | 1999 |
| HotRod                                     | 2000 |
| BallerParty                                | 2001 |
| DuckHunt                                   | 2001 |
| Bse Bomber                                 | 2002 |
| Battle of Election                         | 2002 |
| Carcassonne                                | 2003 |
| Carcassonne Addon                          | 2003 |
| Carcassonne 2                              | 2003 |
| MouseForce                                 | 2004 |
| ElGrande                                   | 2004 |
| Alexander The Great                        | 2004 |
| Wolfhound (1C)                             | 2006 |
| Numericon                                  | 2006 |
| Dragon                                     | 2006 |
| Baby Drive                                 | 2006 |
| Key Words                                  | 2007 |
| Flowers Story                              | 2007 |
| Flowers Story: Fairy Ques                  | 2008 |
| Destiny Architect                          | 2008 |
| Magic Farm                                 | 2008 |
| Mystery of Unicorn Castle                  | 2009 |
| Hidden World of Art                        | 2009 |
| Mini Golf                                  | 2009 |
| Antique Shop                               | 2009 |
| Magic Farm: the Ultimate Flower            | 2009 |
| Hidden World of Art 2: Undercover Art Agen | 2009 |
| Unexpected Journey                         | 2010 |
| Jane Lucky                                 | 2010 |
| Magic Farm 2: Fairy Lands                  | 2011 |
| Magic Life                                 | 2011 |
| Summer Rush                                | 2011 |
| The of Desire                              | 2012 |
| Twilight City: Love as a Cure              | 2012 |
| Enigma Agency: The Case of Shadows         | 2013 |
| Mystery Castle: The Mirror's Secret        | 2013 |
| Mystery of Unicorn Castle: The Beastmaster | 2013 |
| Magic Farm 3: The Ice Danger               | 2019 |